# League Cup 2003/04
Der League Cup 2003/04 war die 44. Austragung des Football League Cup (meist nur als League Cup bekannt).
Am Pokalwettbewerb, der am 12. August 2003 für die 92 englischen Spitzenvereine begann, nahmen die Mannschaften der ersten bis vierten englischen Profiliga teil. Die ersten fünf Runden wurden im K.-o.-System über eine Partie und im Halbfinale über Hin- und Rückspiel entschieden. Das Finale, das zum vierten Mal im Millennium Stadium in Cardiff gespielt wurde, entschied am 29. Februar 2004 der Erstligist FC Middlesbrough für sich. Unterlegener Finalist waren die Bolton Wanderers.

## Erste Runde
Zur ersten Runde traten die Vereine an, die in der Vorsaison 2002/03 die 72 schwächsten Platzierungen in der Gesamttabelle aller vier Profiligen belegt haben. Anders gesprochen hatten 20 Mannschaften der ersten Liga in der ersten Runde ein Freilos. Die Partien wurden in Nord- und Südengland aufgeteilt.

### North Division
| Datum           |                   | Ergebnis              |                    |
| --------------- | ----------------- | --------------------- | ------------------ |
| 12. August 2003 | FC Barnsley       | 1:2                   | FC Blackpool       |
| 12. August 2003 | Bradford City     | 0:0 n. V. (3:5 i. E.) | FC Darlington      |
| 12. August 2003 | FC Chesterfield   | 0:0 n. V. (2:3 i. E.) | FC Burnley         |
| 12. August 2003 | Crewe Alexandra   | 2:0                   | AFC Wrexham        |
| 12. August 2003 | Doncaster Rovers  | 3:2                   | Grimsby Town       |
| 12. August 2003 | Huddersfield Town | 2:1                   | Derby County       |
| 12. August 2003 | Lincoln City      | 0:1                   | Stockport County   |
| 12. August 2003 | Macclesfield Town | 1:2                   | Sheffield United   |
| 12. August 2003 | Port Vale         | 0:0 n. V. (2:3 i. E.) | Nottingham Forest  |
| 12. August 2003 | Preston North End | 0:0 n. V. (6:7 i. E.) | Notts County       |
| 12. August 2003 | Rotherham United  | 2:1                   | York City          |
| 12. August 2003 | Scunthorpe United | 2:1                   | Oldham Athletic    |
| 12. August 2003 | Tranmere Rovers   | 1:0                   | FC Bury            |
| 12. August 2003 | FC Walsall        | 2:1                   | Carlisle United    |
| 12. August 2003 | Wigan Athletic    | 2:0                   | Hull City          |
| 13. August 2003 | Mansfield Town    | 1:2                   | AFC Sunderland     |
| 13. August 2003 | West Ham          | 3:1                   | Rushden & Diamonds |
| 19. August 2003 | Stoke City        | 2:1                   | AFC Rochdale       |

### Southern Division
| Datum           |                      | Ergebnis              |                        |
| --------------- | -------------------- | --------------------- | ---------------------- |
| 12. August 2003 | Bristol Rovers       | 0:1                   | Brighton & Hove Albion |
| 12. August 2003 | Cambridge United     | 1:2                   | FC Gillingham          |
| 12. August 2003 | Cardiff City         | 4:1                   | Leyton Orient          |
| 12. August 2003 | Cheltenham Town      | 1:2                   | Queens Park Rangers    |
| 12. August 2003 | Colchester United    | 2:1                   | Plymouth Argyle        |
| 12. August 2003 | Luton Town           | 4:1                   | Yeovil Town            |
| 12. August 2003 | FC Millwall          | 0:1                   | Oxford United          |
| 12. August 2003 | Northampton Town     | 1:0                   | Norwich City           |
| 12. August 2003 | Southend United      | 2:3                   | Swindon Town           |
| 12. August 2003 | Torquay United       | 1:1 n. V. (1:3 i. E.) | Crystal Palace         |
| 12. August 2003 | FC Watford           | 1:0 n. V.             | AFC Bournemouth        |
| 12. August 2003 | West Bromwich Albion | 4:0                   | FC Brentford           |
| 12. August 2003 | Wycombe Wanderers    | 2:0                   | FC Wimbledon           |
| 13. August 2003 | Boston United        | 1:3                   | FC Reading             |
| 13. August 2003 | Bristol City         | 4:1 n. V.             | Swansea City           |
| 13. August 2003 | Coventry City        | 2:0                   | Peterborough United    |
| 13. August 2003 | Ipswich Town         | 1:0 n. V.             | Kidderminster Harriers |
| 13. August 2003 | Sheffield Wednesday  | 2:2 n. V. (5:6 i. E.) | Hartlepool United      |

## Zweite Runde
Zu den 36 Siegern der ersten Runde gesellten sich die 12 weitere Premier:League:Vereine, die sich nicht für einen europäischen Wettbewerb qualifiziert haben, hinzu.
| Datum              |                         | Ergebnis              |                        |
| ------------------ | ----------------------- | --------------------- | ---------------------- |
| 23. September 2003 | FC Blackpool            | 1:0                   | Birmingham City        |
| 23. September 2003 | Bristol City            | 1:0 n. V.             | FC Watford             |
| 23. September 2003 | Cardiff City            | 2:3                   | West Ham United        |
| 23. September 2003 | Charlton Athletic       | 4:4 n. V. (8:7 i. E.) | Luton Town             |
| 23. September 2003 | Crystal Palace          | 2:1                   | Doncaster Rovers       |
| 23. September 2003 | Hartlepool United       | 1:2                   | West Bromwich Albion   |
| 23. September 2003 | Leicester City          | 1:0                   | Crewe Alexandra        |
| 23. September 2003 | Notts County            | 2:1                   | Ipswich Town           |
| 23. September 2003 | FC Portsmouth           | 5:2                   | Northampton Town       |
| 23. September 2003 | Rotherham United        | 1:0                   | Colchester United      |
| 23. September 2003 | Scunthorpe United       | 2:3                   | FC Burnley             |
| 23. September 2003 | Sheffield United        | 0:2                   | Queens Park Rangers    |
| 23. September 2003 | Stoke City              | 0:2                   | FC Gillingham          |
| 23. September 2003 | AFC Sunderland          | 2:4                   | Huddersfield Town      |
| 23. September 2003 | Tranmere Rovers         | 0:0 n. V. (1:4 i. E.) | Nottingham Forest      |
| 23. September 2003 | Wigan Athletic          | 1:0                   | FC Fulham              |
| 23. September 2003 | Wolverhampton Wanderers | 2:0                   | FC Darlington          |
| 23. September 2003 | Wycombe Wanderers       | 0:5                   | Aston Villa            |
| 24. September 2003 | Bolton Wanderers        | 3:1                   | FC Walsall             |
| 24. September 2003 | Coventry City           | 0:3                   | Tottenham Hotspur      |
| 24. September 2003 | FC Everton              | 3:0                   | Stockport County       |
| 24. September 2003 | Leeds United            | 2:2 n. V. (4:3 i. E.) | Swindon Town           |
| 24. September 2003 | FC Middlesbrough        | 1:0 n. V.             | Brighton & Hove Albion |
| 24. September 2003 | Oxford United           | 1:3                   | FC Reading             |

## Dritte Runde
Neben den 24 Siegern der zweiten Runde kamen nun noch die acht Vereine, die sich für einen europäischen Vereinswettbewerb qualifiziert hatten, dazu.
| Datum            |                         | Ergebnis              |                      |
| ---------------- | ----------------------- | --------------------- | -------------------- |
| 28. Oktober 2003 | FC Arsenal              | 1:1 n. V. (9:8 i. E.) | Rotherham United     |
| 28. Oktober 2003 | FC Blackpool            | 1:3                   | Crystal Palace       |
| 28. Oktober 2003 | Bolton Wanderers        | 2:0                   | FC Gillingham        |
| 28. Oktober 2003 | Bristol City            | 0:3                   | FC Southampton       |
| 28. Oktober 2003 | Leeds United            | 2:3 n. V.             | Manchester United    |
| 28. Oktober 2003 | Queens Park Rangers     | 0:3                   | Manchester City      |
| 28. Oktober 2003 | FC Reading              | 1:0                   | Huddersfield Town    |
| 28. Oktober 2003 | Wolverhampton Wanderers | 2:0                   | FC Burnley           |
| 29. Oktober 2003 | Aston Villa             | 1:0                   | Leicester City       |
| 29. Oktober 2003 | Blackburn Rovers        | 3:4                   | FC Liverpool         |
| 29. Oktober 2003 | FC Chelsea              | 4:2                   | Notts County         |
| 29. Oktober 2003 | FC Everton              | 1:0                   | Charlton Athletic    |
| 29. Oktober 2003 | Newcastle United        | 1:2 n. V.             | West Bromwich Albion |
| 29. Oktober 2003 | Nottingham Forest       | 2:4 n. V.             | FC Portsmouth        |
| 29. Oktober 2003 | Tottenham Hotspur       | 1:0 n. V.             | West Ham United      |
| 29. Oktober 2003 | Wigan Athletic          | 1:2                   | FC Middlesbrough     |

## Vierte Runde
| Datum            |                      | Ergebnis              |                         |
| ---------------- | -------------------- | --------------------- | ----------------------- |
| 2. Dezember 2003 | FC Arsenal           | 5:1                   | Wolverhampton Wanderers |
| 2. Dezember 2003 | FC Southampton       | 2:0                   | FC Portsmouth           |
| 3. Dezember 2003 | Aston Villa          | 3:0                   | Crystal Palace          |
| 3. Dezember 2003 | FC Liverpool         | 2:3                   | Bolton Wanderers        |
| 3. Dezember 2003 | FC Middlesbrough     | 0:0 n. V. (5:4 i. E.) | FC Everton              |
| 3. Dezember 2003 | FC Reading           | 0:1                   | FC Chelsea              |
| 3. Dezember 2003 | Tottenham Hotspur    | 3:1                   | Manchester City         |
| 3. Dezember 2003 | West Bromwich Albion | 2:0                   | Manchester United       |

## Viertelfinale
| Datum             |                      | Ergebnis              |                  |
| ----------------- | -------------------- | --------------------- | ---------------- |
| 16. Dezember 2003 | Bolton Wanderers     | 1:0 n. V.             | FC Southampton   |
| 16. Dezember 2003 | West Bromwich Albion | 0:2                   | FC Arsenal       |
| 17. Dezember 2003 | Aston Villa          | 2:1                   | FC Chelsea       |
| 17. Dezember 2003 | Tottenham Hotspur    | 1:1 n. V. (4:5 i. E.) | FC Middlesbrough |

## Halbfinale
Die Hinspiele wurden am 20. Januar 2004 und 21. Januar 2004, die Rückspiele am 27. Januar 2004 und 3. Februar 2004 ausgetragen.
|                  | Gesamt |                  | Hinspiel | Rückspiel |
| ---------------- | ------ | ---------------- | -------- | --------- |
| FC Arsenal       | 1:3    | FC Middlesbrough | 0:1      | 1:2       |
| Bolton Wanderers | 5:4    | Aston Villa      | 5:2      | 0:2       |

## Finale
| FC Middlesbrough                                          | FC Middlesbrough | Bolton Wanderers | Bolton Wanderers |
| --------------------------------------------------------- | --- | --- | ---------------- |
| FC Middlesbrough                                          | \| Finale \| \| Sonntag, 29. Februar 2004 in Cardiff (Millennium Stadium) \| \| Ergebnis: 2:1 (2:1) \| \| Zuschauer: 72.634 \| \| Schiedsrichter: Mike Riley \| \| Spielbericht \|                                            | \| Finale \| \| Sonntag, 29. Februar 2004 in Cardiff (Millennium Stadium) \| \| Ergebnis: 2:1 (2:1) \| \| Zuschauer: 72.634 \| \| Schiedsrichter: Mike Riley \| \| Spielbericht \|                                                                                 | Bolton Wanderers |
| FC Middlesbrough                                          | Mark Schwarzer, Danny Mills, Ugo Ehiogu, Gareth Southgate, Franck Queudrue, Gaizka Mendieta, George Boateng, Doriva, Boudewijn Zenden, Juninho Paulista, Joseph-Désiré Job (65. Michael Ricketts) Cheftrainer: Steve McClaren | Jussi Jääskeläinen, Nicky Hunt (87. Stelios Giannakopoulos), Bruno N’Gotty, Emerson Thome, Simon Charlton, Per Frandsen (63. Henrik Pedersen), Iván Campo, Jay-Jay Okocha, Kevin Nolan (78. Javi Moreno), Youri Djorkaeff, Kevin Davies Cheftrainer: Sam Allardyce | Bolton Wanderers |
| FC Middlesbrough                                          | 1:0 Joseph-Désiré Job (2.) 2:0 Boudewijn Zenden (7., Elfmeter) | 2:1 Kevin Davies (21.) | Bolton Wanderers |
| FC Middlesbrough                                          | George Boateng (23.), Michael Ricketts (90.) | Per Frandsen (23.), Iván Campo (39.) | Bolton Wanderers |
| Finale                                                    | | |                  |
| Sonntag, 29. Februar 2004 in Cardiff (Millennium Stadium) | | |                  |
| Ergebnis: 2:1 (2:1)                                       | | |                  |
| Zuschauer: 72.634                                         | | |                  |
| Schiedsrichter: Mike Riley                                | | |                  |
| Spielbericht                                              | | |                  |